# Theodore Dalrymple
Pour les articles homonymes, voir Anthony Daniels et Daniels.
Anthony (A.M.) Daniels (né le 11 octobre 1949), plus connu sous son nom de plume Theodore Dalrymple, est médecin à la retraite et écrivain. Il a travaillé dans plusieurs pays d'Afrique subsaharienne et dans les bas quartiers de l'East End de Londres. Avant sa retraite en 2005, il a appartenu au City Hospital et à Winson Green Prison, situés tous deux à Birmingham en Angleterre.
Daniels est éditorialiste au City Journal, une publication du think tank conservateur Manhattan Institute, où il est Dietrich Weismann Fellow. En plus du City Journal, son travail paraît dans The British Medical Journal, The Times, The Observer, The Daily Telegraph, The Spectator, The Salisbury Review, et Axess magasin. Il est auteur de plusieurs livres, dont Life at the Bottom: The Worldview That Makes the Underclass, Our Culture, What's Left of It, et Spoilt Rotten: The Toxic Cult of Sentimentality.
Selon Daniels, les opinions prétendument progressistes répandues dans les cercles intellectuels occidentaux diluent la responsabilité des individus par rapport à leurs propres actions et sapent la morale traditionnelle, ce qui contribue à la formation dans les pays riches d'un sous-prolétariat affecté par une violence endémique, la criminalité, les maladies sexuellement transmissibles, la dépendance à l'assistance sociale et la toxicomanie. La plupart des articles et des livres de Dalrymple s'étayent de ses expériences de travail avec les criminels et les malades mentaux.
Ses détracteurs le qualifient de pessimiste et de misanthrope; en revanche, ses partisans font l'éloge de sa philosophie résolument conservatrice, qu'ils décrivent comme anti-idéologique, sceptique, rationnelle et empirique.
En 2011, Dalrymple a reçu le Prijs voor de Vrijheid (nl) du think tank libéral belge Libera!.

## Sa vie
Son père était un homme d'affaires communiste d'origine russe. Sa mère juive, née en Allemagne, est arrivée en Grande-Bretagne comme réfugiée fuyant le régime nazi.
Son travail comme médecin le mène au Zimbabwe (appelé Rhodésie du Sud à l'époque coloniale durant laquelle Dalrymple l'a visité), en Tanzanie, en Afrique du Sud et aux Îles Gilbert. Il décrit cette première partie de sa vie dans son autobiographie, Fool or Physician (1987). Il revient en Grande-Bretagne en 1990, où il travaille à Londres et à Birmingham.
En 2005 il prend sa retraite anticipée de psychiatre, écrivant dans le Sunday Telegraph : "Enfin à la retraite! Enfin à la retraite! Merci Dieu Tout-Puissant, enfin à la retraite ! De telles idées reviennent chez presque tous les médecins d'hôpitaux et généralistes qui se retirent du National Health Service après plusieurs années d'exercice : des années besogneuses de plus en plus constituées de servitude et de subordination aux politiciens et à leur acolytes, ainsi qu'aux directeurs prononçant d'hypocrites vœux pieux tout en obtenant l'avancement de leur propre carrière sans gloire." À présent, il partage son temps (avec sa femme, Dr Agnes C. Nalpas) entre ses maisons à Bridgnorth (Shropshire) et la France. Il continue à écrire.
Pour ce qui est de son pseudonyme Theodore Dalrymple, Daniels dit qu'il a "choisi un nom qui semblait assez dyspeptique, celui d'un vieil homme affecté de la goutte qui regarderait par la fenêtre de son club à Londres, un porto à la main, en se lamentant sur la dégradation de l'état du monde."
Il est athée mais a critiqué l'anti-cléricalisme en disant que "déplorer la religion...est déplorer notre civilisation, ses monuments, ses réussites et son héritage". Elevé dans un foyer juif non-pratiquant, il a commencé à douter de l'existence de Dieu à l'âge de neuf ans. Il est devenu athée alors qu'il avait quatorze ans, en réaction au déroulement d'une célébration religieuse à son école.
Daniels a utilisé les noms de plume Edward Theberton et Thursday Msigwa et peut-être un autre pseudonyme de plus.

## Sa carrière comme écrivain
Daniels commence à envoyer des articles non sollicités à The Spectator durant les années 1980; sa première œuvre publiée, intitulée A Bit of a Myth apparaît dans ce magazine en août 1983 sous le nom A.M. Daniels. Charles Moore écrivit en 2004 que "Theodore Dalrymple, qui écrivait à cette époque-là sous un pseudonyme différent, est le seul écrivain que j'ai jamais choisi de publier sur base d'articles non sollicités". De 1984 à 1991 Daniels écrit des articles pour The Spectator sous le nom de plume Edward Theberton.
Daniels écrit abondamment sur la culture, l'art, la politique, l'éducation, et la médecine, souvent en utilisant ses expériences comme médecin et psychiatre en Afrique et au Royaume-Uni. L'historien Noel Malcolm décrivit les comptes-rendus écrits qu'a faits Daniels de ses expériences à la prison et à l'hôpital de Birmingham comme « de l'or journalistique », et Charles Moore observait que « ce fut seulement quand [Daniels] revint en Grande-Bretagne qu'il y trouva ce qu'il considérait comme relevant de la vraie barbarie : ce terne hédonisme caractérisé par une pitié tournée vers soi-même et la brutalité de la culture de la dépendance. Aujourd'hui, il est un chroniqueur hors pair »
. Daniel Hannan écrivait en 2011 que Dalrymple "écrit sur les œuvres de Koestler, l'art religieux éthiopien et les éternelles récurrences nietzschéennes – des sujets qui, en Grande-Bretagne, sont généralement réservés aux figures de gauche qui sévissent sur Start the Week et Newsnight Review. C'est l'infortune de Théodore d'occuper une place située en dehors du carcan mental de la plupart des rédacteurs en chef qui prennent les décisions".
En 2001, Daniels publie Life at the Bottom: The Worldview That Makes the Underclass, une anthologie de ses articles. Ces œuvres, que The Manhattan Institute a commencé à publier dans le City Journal en 1994, traitent des thèmes de la responsabilité morale, de la mentalité de la société en général et des problèmes des classes populaires (que Daniels appelle habituellement «the underclass»). Pendant ses recherches, Daniels interrogé plus de 10 000 personnes qui ont tenté se suicider.
Our Culture, What's Left of It: The Mandarins and the Masses, publié en 2005, est une autre anthologie d'articles, où Daniels soutient que l'abandon par la bourgeoisie de ses aspirations traditionnelles, de sa culture et de ses bonnes manières a favorisé, en montrant le mauvais exemple, une incivilité routinière et une ignorance militante parmi les pauvres. Il examine une pléthore de thèmes et de figures dans ce livre, dont Shakespeare, Karl Marx, Virginia Woolf, les déserts nutritionnels, la malnutrition volontaire de l'underclass, la vulgarité des loisirs et la libéralisation des drogues.
En 2009, Monday Books (la maison d'édition pour Daniels en Grande-Bretagne) publie deux livres. Le premier, l'anthologie Not With a Bang But A Whimper ("Pas avec un boum mais avec un gémissement") paraît en août, avec une édition différente aux États-Unis (quelques articles sont différents). Le deuxième, publié en octobre, s'intitule Second Opinion, une autre anthologie d'articles mais cette fois consacrée exclusivement à son travail en Grande-Bretagne à l'hôpital et à la prison. Le livre de Daniels le plus récent est Spoilt Rotten: The Toxic Cult of Sentimentality (2010) ; Daniels y analyse comment le sentimentalisme est devenu incontournable dans la société anglaise, y générant de sérieux effets nocifs.

## Sa pensée
Des thèmes se retrouvent régulièrement dans les articles de Daniels.
- Une grande partie de la souffrance contemporaine dans les pays occidentaux — dont la criminalité, la violence domestique, la toxicomanie, les jeunes agressifs, le hooliganisme, les familles brisées — trouve sa cause dans la conduite nihiliste, décadente, et auto-destructive de personnes qui ne savent pas comment vivre. La normalisation culturelle de cette conduite et la médicalisation de ces problèmes sont tout simplement des formes d’indifférence. Quelqu'un doit dire à ces personnes, patiemment et au cas par cas, qu'il faut vivre différemment[12].
- La pauvreté n'explique pas en elle-même les conduites agressives, criminelles et auto-destructices. Dans un bidonville africain, on trouve en abondance dignité et bonnes mœurs parmi les très pauvres vivant dans des conditions pénibles. En revanche, cette dignité et ces bonnes mœurs font défaut dans une banlieue typique d'Angleterre, bien que ses habitants soient beaucoup plus riches[13].
- La gratitude et le sens du devoir ont été remplacés par la conscience de jouir de "droits", sans responsabilité. Cela conduit alors à du ressentiment lorsque ces droits perçus se trouvent enfreints par les parents, les autorités, les bureaucraties et la société en général[14].
- L'un des aspects qui rend l'islam (ou plus exactement l'islamisme) attractif pour les jeunes hommes musulmans élevés en Occident est la possibilité que cela leur donne d'exercer une domination sur les femmes[15].
- Les solutions technocratiques ou bureaucratiques aux problèmes de l'humanité conduisent au désastre dans les cas où la racine de ces problèmes est la nature même de l'homme.
- Il est un mythe qu'en se sevrant d'une drogue comme l'héroïne, les symptômes de manque soient presque insupportables ; en fait, ils ne sont pas pire que ceux d'une grippe[16],[17].
- La criminalité est plus souvent la cause de l'assuétude aux drogues que sa conséquence.
- Le sentimentalisme, solidement implanté dans la société britannique, est "le progéniteur, le parrain, l'accoucheur de la brutalité"[18].
- La haute culture et les goûts esthétiques raffinés valent qu'on les défende et, malgré les protestations de relativistes qui disent que tous les modes d'expression se valent, ils sont supérieurs à la culture populaire[19],[20],[21].
- L'idéologie de l'État-providence est utilisée pour diluer les responsabilités personnelles. L'érosion des responsabilités personnelles rend les individus dépendants des institutions et favorise l'existence d'un sous-prolétariat menaçant et vulnérable.
- Le relativisme moral peut aisément se révéler un truc d'égocentrique pour faire taire ainsi la voix de la conscience[22].
- Le multiculturalisme et le relativisme culturel ne s'accordent pas avec le bon sens[23].
- La bonne conduite — la maîtrise de soi, la modestie, le zèle, l'humilité, l'ironie, le détachement — est en déclin. Cela détruit la vie sociale et personnelle[24].
- La source de notre pauvreté culturelle contemporaine est la mauvaise foi intellectuelle. Les intellectuels (en particulier ceux de gauche) ont d'abord détruit les fondations de la culture et refusent à présent de le reconnaître en se retranchant derrière les arcanes de la bien-pensance.
- Plus que toutes les autres nations du monde, la Grande-Bretagne est le lieu où tous les maux résumés ci-dessus se manifestent le plus[25].

## Œuvres

### Sous son vrai nom,Anthony Daniels
- Coups and Cocaine: Two Journeys in South America (1986)
- Fool or Physician: The Memoirs of a Sceptical Doctor (1987)
- Zanzibar to Timbuktu (1988)
- Sweet Waist of America: Journeys around Guatemala (1990)
- The Wilder Shores of Marx: Journeys in a Vanishing World (1991) (livre publié aux États-Unis comme Utopias Elsewhere)
- Monrovia Mon Amour: A Visit to Liberia (1992)

### Sous le nom de plumeThursday Msigwa
- Filosofa's Republic, Pickwick Books, London, (1989).

### Sous le nom de plumeTheodore Dalrymple
- If Symptoms Persist: Anecdotes from a Doctor (1994)
- So Little Done: The Testament of a Serial Killer (1996)
- If Symptoms Still Persist (1996)
- Mass Listeria: The Meaning of Health Scares (1998)
- An Intelligent Person's Guide to Medicine (2001)
- Life at the Bottom: The Worldview That Makes the Underclass (2001)  (ISBN 1-56663-382-6)
- Violence, Disorder and Incivility in British Hospitals: The Case For Zero Tolerance (livre publié par Social Affairs Unit, 2002)  (ISBN 0-907631-97-5)
- Our Culture, What's Left of It: The Mandarins and the Masses (2005)  (ISBN 1-56663-643-4)
- Romancing Opiates: Pharmacological Lies And The Addiction Bureaucracy (2006)  (ISBN 1-59403-087-1) (publié en GB comme Junk Medicine: Doctors, Lies and the Addiction Bureaucracy  (ISBN 1-905641-59-1))
- Making Bad Decisions. About the Way we Think of Social Problems (2006) (Dr J. Tans Lecture 2006; publié par Studium Generale Maastricht, Pays-Bas. Lecture 15 novembre 2006.  (ISBN 978-90-78769-01-9))
- In Praise of Prejudice: The Necessity of Preconceived Ideas (2007)  (ISBN 1-59403-202-5)
- Not With a Bang But a Whimper: The Politics and Culture of Decline (édition US) (2008)  (ISBN 1-56663-795-3)
- Second Opinion. A Doctor's Notes from the Inner City (2009)  (ISBN 978-1-906308-12-4)
- Not With a Bang But a Whimper: The Politics and Culture of Decline (édition UK a trois rédactions qui ne sont pas dans l'édition US) (2009)  (ISBN 978-1-906308-10-0)
- The New Vichy Syndrome. Why European Intellectuals Surrender to Barbarism (2010)  (ISBN 978-1-59403-372-8)
- Spoilt Rotten: The Toxic Cult of Sentimentality (2010)  (ISBN 1-906142-61-0)
- The Examined Life (2010)
- Vrijheid en oprechtheid. (Freedom and integrety), Pelckmans (2011), avec Bart De Wever

#### Ouvrage traduit en français
- Le Nouveau Syndrome de Vichy : pourquoi les intellectuels européens abdiquent face à la barbarie [« The New Vichy Syndrome : Why European Intellectuals Surrender to Barbarism »] (trad. de l'anglais), Grenoble, Elya Éditions, 2013, 288 p. (ISBN 979-10-91336-01-7)
- Culture du vide [« Our Culture, What’s Left of It »] (trad. de l'anglais par Radu Stoenescu), Paris, Éditions Carmin, 2024 (ISBN 978-2-493247-04-9)
- Zone et châtiment [« Life at the Bottom »] (trad. de l'anglais par Radu Stoenescu), Paris, Éditions Carmin, 2024 (ISBN 978-2-493247-03-2)